# Parapirnodus prosopis
Parapirnodus prosopis är en kvalsterart som beskrevs av Martínez, Fernández och Monetti 1996. Parapirnodus prosopis ingår i släktet Parapirnodus och familjen Parapirnodidae. Inga underarter finns listade i Catalogue of Life.